# 羅馬奴隸起義
罗马奴隶起义（英語：Roman Servile Wars）或者罗马奴隶战争是指包括两次西西里奴隶起义和斯巴达克斯起义的共三次奴隶起义。即：
- 第一次西西里奴隶起义（第一次奴隶战争）（前135年-前132年）
- 第二次西西里奴隶起义（第二次奴隶战争）（前104年-前100年）
- 斯巴达克斯起义（第三次奴隶战争）（前73年-前71年）